# Тончев, Тончо
Тончо Димитров Тончев (1 декабря 1972, Сливен) — болгарский боксёр лёгких весовых категорий, выступал за сборную Болгарии в первой половине 1990-х годов. Серебряный призёр летних Олимпийских игр в Атланте, обладатель серебряной и бронзовой медалей чемпионатов Европы, бронзовый призёр Кубка мира. В период 1997—2007 с попеременным успехом боксировал на профессиональном уровне, владел поясами интерконтинентального чемпиона по версии ВБА, интернационального чемпиона по версии ВБС, чемпиона Европы ЕБС.

## Биография
Тончо Тончев родился 1 декабря 1972 года в городе Сливен. Первого серьёзного успеха на ринге добился в 1988 году, когда выиграл серебряные медали на международном детско-юношеском турнире в Тампере и на юниорском чемпионате в Санта-Терезе. Год спустя поучаствовал в чемпионате мира среди юниоров, а ещё через год пробился в основной состав национальной сборной и съездил на взрослый чемпионат Европы в Гётеборг, откуда привёз бронзовую медаль, проиграв в полуфинале советскому боксёру Айрату Хаматову. В том же сезоне побывал на мировом первенстве в Сиднее, однако попасть в число призёров не смог. Благодаря удачным выступлениям на отборочных соревнованиях удостоился права защищать честь страны на летних Олимпийских играх 1992 года в Барселоне, дошёл до стадии четвертьфиналов, где со счётом 7:16 уступил американцу Оскару де ла Хойе, который в итоге и стал олимпийским чемпионом.
В 1993 году на чемпионате Европы в Бурсе Тончев прекратил борьбу за медали уже после второго матча на турнире. Потом участвовал в нескольких второстепенных турнирах, завоевал бронзовую медаль на Кубке мира в Бангкоке, добыл бронзу на чемпионате мира среди военнослужащих. В 1996 году выиграл серебряную медаль на европейском первенстве в Вайле и поучаствовал в состязаниях Олимпийских игр в Атланте — дошёл до финала, но в решающем матче проиграл алжирцу Хосину Солтани. Получив олимпийскую серебряную медаль, решил попробовать себя на профессиональном уровне и покинул сборную.
Первый профессиональный бой провёл в апреле 1997 года, в первом же раунде техническим нокаутом победил британца Уэйна Джонса. В течение четырёх последующих лет выиграл 24 боя подряд, в том числе завоевал во втором полулёгком весе титулы интерконтинентального чемпиона по версии Всемирной боксёрской ассоциации (ВБА), интернационального чемпиона по версии Всемирного боксёрского совета (ВБС), чемпиона Европейского боксёрского союза (ЕБС). В августе 2001 года потерпел первое в карьере поражение, проиграв техническим нокаутом мексиканцу Луису Альфонсо Лисарраго. После этой неудачи его статистика пошла на спад, победы начали чередоваться с проигрышами — болгарин лишился практически всех своих титулов и в декабре 2007 года после очередного неудачного матча принял решение завершить карьеру профессионального боксёра.